# Trama familiar
Trama familiar es el decimocuarto episodio de la primera temporada de ALF.

## Personajes
- ALF

- Dorothy

- Kate

- William

## Historia
El capítulo comienza con ALF clavando a la puerta de entrada un letrero, al interior de la casa que decía ¡Adiós, abuela! (Goodbye Grandma) ya que Dorothy, abandonaría la casa de los Tanner. ALF había hecho todos los preparativos para desearle un feliz viaje a Dorothy, pero ella entra diciendo que no se irá, porque Estela, su amiga, ha decidido pasar unos días más con su hija y que debido a eso, deberá quedarse un poco más de tiempo y ALF le menciona que hay un hotel muy bonito, por ahí cerca, como sugerencia.
Mientras ALF ve la televisión, Dorothy llega a hacer el aseo al living y critica a ALF diciendo que solo ve violencia, venganza y muerte. Por eso ella cambia el televisor para ver su novela «El mundo que uno espera» (One World To Hope For), lo que es criticado por ALF, ya que necesita un cambio de argumento su contenido, según él, mientras Dorothy ve amor, compasión, calor e interés por la humanidad. ALF le pregunta que cuándo se irá, ya que se está yendo desde la semana anterior y ella dice que será muy pronto y que incluso tiene sus maletas hechas. Dorothy le menciona a ALF que es natural que no le guste su novela, ya que en ella demuestran interés por la gente y él dice que no es por eso, sino porque tienen pésimos libretos y que incluso él escribiría algo mejor... En eso entra Kate, quien los descubre peleando por el control remoto y Kate le pide que trate a su madre como una huésped de la familia.
Luego Kate está sola con William en el living y conversan de lo molesto que le ha resultado ser la visita de su madre, quien se encuentra en el supermercado comprando un limpiador de azulejos, pero Willie le dice que se iría en un par de semanas. Kate le responde que primero eran un días, después otros días más, luego una semana más, y ahora que en dos semanas más... Willie le dice que su madre no podía saber que su amiga iba a tener un accidente. Kate le responde que ella no tiene por qué esperar a su amiga, que es una mujer madura. Todo esto es anotado por ALF en un cuaderno de notas. Willie le pregunta a ALF que qué está escribiendo y él dice «¿quién, yo?» a lo que William le señala: «No, el extraterrestre que está en la luna», a lo que ALF entiende que se refiere a Fred, un amigo suyo, y le dice que no lo sabe, porque nunca escribe ni llama.
Se preparan para ver todos la telenovela de Dorothy «El mundo que uno espera» con ALF muy entusiasmado por la idea, ya que según él sería un capítulo especial y ven todos el nombre de ALF Shumway en los créditos de la telenovela, como escritor del episodio. ALF indica que él escribió el libreto y, cuando miran el episodio era la escena exacta que ALF había anotado en su cuaderno, en que mencionaban que quería que Dorothy se fuera de la casa. El nombre de Kate fue reemplazado por Mónica, pero Dorothy siguió siendo Dorothy. En la escena, Dorothy había ido a comprar un limpiador de azulejos, con lo que le pareció obvio a Dorothy, que se trataba de ella, con la diferencia que en la escena le pedían expresamente que abandonara la casa. Dorothy sollozando se levanta del sofá y se va de ahí, por lo que Kate, sarcásticamente le da las gracias a ALF.
Posteriormente, están las dos en la sala, pero ninguna le habla a la otra, solo recriminan a ALF por el libreto que había escrito. Él dice que se dio cuenta de que hizo mal, pero que arreglará las cosas con un nuevo libreto. Kate se disculpa con su madre por haberla lastimado y ella dice que tal vez debería irse, que llamará a Estela y que se irá de la casa ese mismo día. Kate le dice que, según ella sabía, su amiga se había torcido una pierna y Dorothy, le dice que no fue una pierna, sino el tobillo y luego reconoce que ella inventó todo, ya que ella no quería que supiera que ya no podía soportar a su mejor amiga, que era imposible vivir con ella, así que se fue. Dorothy advierte que si no le dijo antes lo de Estela era para que no sintiera lástima por ella y le hubiera pedido que se quedara. Kate le dice que ella no debe sentir lástima para pedirle que se quede, a lo que su madre le pregunta «¿Me estás pidiendo que me quede?». En ese preciso instante suena el teléfono, lo que impide a Kate responderle a su madre. El llamado era para ALF, de la Jefa de Escritores de «El mundo que uno espera», preguntando por un nuevo libreto para transmitir al día siguiente. ALF conversa con Trish, su jefa, y le dice que aún no le puede entregar nada, ya que ha tenido que hacer unos cambios, pero que contará con el guion para poder transmitirlo al día siguiente. ALF se queda despierto en el garaje en la noche para poder terminar el libreto e incluso se pone una pinzas de ropa en la cara como una forma de acupresión, según él, una costumbre melmaciana usada cuando un escritor pierde las ideas. Incluso muestra a Willie su avance, que no es mucho, y que no sabe qué más escribir. Willie le sugiere relajarse y le cuenta que él una vez tuvo una situación similar, pero ALF no lo escucha y se altera más. Cuando le pide Willie que escriba lo primero que se le venga a la cabeza, ALF escribe: «No sé qué escribir». ALF le sugiere que se vaya a la casa, pero William le dice que allí hay dos mujeres que no se quieren hablar entre sí y que él los metió en esto y él debe sacarlos. ALF promete hacerlo y le pide otra jarra de café a William y más pinzas de ropa.
Al día siguiente Kate y Dorothy están sentadas frente al televisor esperando la novela «El mundo que uno espera», mientras ALF se compromete con ambas con que les iba a encantar el episodio, ya que está lleno de amor, compasión y  comprensión.  En eso llega William saludando y preguntando por algo qué comer. Kate le dice que hay unos emparedados en un plato y ALF pregunta: «¿Eran para él», dando a entender que ya se los había comido. En eso comienza el episodio de la telenovela, pero tras un comienzo impecable, ALF se da cuenta de que han cambiado su repertorio y que lo han sustituido por palabras más de pelea e hirientes. ALF insiste en que eso no lo escribió él, y que en su libreto ellas estaban abrazándose y besándose. Dorothy se levanta del sofá indignada y diciendo que ahora sí que se irá, mientras Kate, su hija, le dice que no quiere que se vaya. William felicita sarcáticamente a ALF, ya que nuevamente ha llevado la armonía a su casa, según él. ALF responde que eso no era lo que él había escrito y lo comprueba entregando unas copias con lo que él había escrito. Willie apoya la afirmación de ALF, mientras Dorothy dice que empacará sus cosas, pero ALF le dice que no empacará nada hasta que leo su texto real. Dorothy le pide una sola razón por la que debería leerlo y ALF le responde: «Kate». Ambas deciden leer el texto, en la página 18 y le pide a Kate que haga de Mónica y a Dorothy de Dorothy. Ahí descubren que era verdad lo que ALF decía y que las palabras usadas por este eran tiernas, reales y que se ajustaban a la situación. Finalmente Kate le dice a su madre que la ama. Dorothy no sabe qué contestar y ALF le dice que lo que tiene decir está en la mitad de la página del texto que le había entregado. Dorothy continúa leyendo y se abraza con Kate, a lo que ALF señala que según su texto, primero deben abrir la champaña y después deben abrazarse.
Al día siguiente están Kate y Dorothy en el comedor, mientras William que encontró su maleta en el clóset, le pregunta a su suegra si no quiere que se la guarde en el ático y ella le responde que no, que buscará un lugar para ella sola lo más temprano que le sea posible. William le dice que es bienvenida a quedarse en su casa todo el tiempo que quiera, pero ella dice que ALF tiene razón, que tiene que comenzar a vivir su propia vida, según sale en su nuevo libreto. Kate llama a ALF para preguntarle si no había renunciado a escribir libretos. Él asiente, pero dice que el recibir su cheque lo hizo cambiar de opinión.